# James Pankow
James Carter Pankow (Saint Louis, 20 agosto 1947) è un trombonista e arrangiatore statunitense, noto soprattutto per essere uno dei fondatori dei Chicago.

## Biografia

### Primi anni
Nato a Saint Louis, Missouri, fratello maggiore dell'attore John Pankow, all'età di otto anni si trasferì con la famiglia a Park Ridge, nell'Illinois, dove cominciò a suonare il trombone alla St. Paul of the Cross Elementary School.
Uno di nove fratelli, Pankow fu influenzato dal padre Wayne (musicista anche lui) e dal suo maestro della banda della Notre Dame High School di Niles (nella contea di Cook, padre George Wiskirchen.
Pankow guadagnò una borsa di studio musicale al Quincy College, dove studiò trombone basso. Alla fine del suo anno da matricola, tornò a casa per l'estate e qui formò una band che iniziò ad esibirsi dal vivo in alcuni locali. Non volendo abbandonare questo lavoro, Pankow si trasferì alla DePaul University.

### Vita privata
Si è sposato il 5 maggio 1972 con Karen Marie Green, dalla quale ha divorziato nel dicembre 1993. Dal loro matrimonio sono nati (entrambi a Malibù) Jonathan James e Sarah Noel. Il 9 maggio 1998 si è sposato a Chicago con Jeanne Elisabeth Pacelli, dalla quale ha avuto altri due figli, Carter Wayne e Lillian Pierce. Recentemente la famiglia si è trasferita nel Tennessee.
Dai primi anni Settanta è amico intimo dell'ex chitarrista degli Eagles, Don Felder.

## I Chicago
Alla DePaul University Pankow incontrò Walter Parazaider, che lo ingaggiò nella sua band chiamata The Big Thing, quella che poi divenne i Chicago Transit Authority. Subito dopo l'uscita del primo album (doppio), il nome della band fu modificato e ridotto a Chicago in quanto la vera Chicago Transit Authority, la municipalizzate dei trasporti di Chicago, minacciò di intentare azioni legali. Da allora Pankow è sempre stato un membro dei Chicago.
Oltre a suonare il trombone, Pankow ha anche composto molte delle canzoni dei Chicago, tra cui i successi "Make Me Smile" e "Colour My World" (entrambi dalla suite Ballet for a Girl in Buchannon), "Just You 'N' Me", "(I've Been) Searchin' So Long", "Old Days", "Alive Again" e (con Peter Cetera), "Feelin' Stronger Every Day".
Avendo composto anche la maggior parte degli arrangiamenti dei fiati dei Chicago, Pankow può essere considerato a ragione il responsabile del "Chicago sound".
Nonostante non sia tra i principali cantanti del gruppo, Pankow ha anche cantato da solista in due brani dei Chicago, "You Are On My Mind" (da Chicago X, 1976) e "Till the End of Time" (Chicago XI, 1977).

## Altri contributi musicali
Unitamente agli altri fiati dei Chicago, Lee Loughnane e Walter Parazaider, Pankow suonò nella hit dei con Three Dog Night "Celebrate" (1969). Pankow è apparso anche in numerosi album dei Toto, tra cui Toto IV, vincitore di un Grammy nel 1982, e Falling in Between del 2006, per il quale ha curato gli arrangiamenti dei fiati ed in cui suona il trombone in "Dying On My Feet." Pankow, sempre insieme a Lee Loughnane e Walt Parazaider, ha suonato anche in numerose tracce dell'album Spirits Having Flown dei Bee Gees.